# Алжир на летних Олимпийских играх 2000
Алжир принимал участие в Летних Олимпийских играх 2000 года в Сиднее (Австралия) в девятый раз за свою историю и завоевал одну золотую, одну серебряную и три бронзовых медали. Страну представляли 37 мужчин и 10 женщин, принимавших участие в соревнованиях по академической гребле, боксу, греко-римской борьбе, дзюдо, лёгкой атлетике, настольному теннису, плаванию, прыжкам на батуте, тяжёлой атлетике и фехтованию.

## Медали

### 01!Золото
- Лёгкая атлетика, женщины, 1500 м — Нурия Мера-Бенида.

### 02!Серебро
- Лёгкая атлетика, мужчины, 5000 м — Али Саиди-Сиеф.

### 03!Бронза
- Лёгкая атлетика, мужчины, 800 м — Джабир Саид-Гуэрни.
- Лёгкая атлетика, мужчины, прыжки в высоту — Абдеррахман Хаммад.
- Бокс, до 63,5 кг — Мохамед Аллалу.

## Результаты соревнований

### Академическая гребля
В следующий раунд из каждого заезда проходили несколько лучших экипажей (в зависимости от дисциплины). В финал A выходили 6 сильнейших экипажей, остальные разыгрывали места в утешительных финалах B-D.
Мужчины
| Соревнование | Спортсмены  | Предварительный заезд | Предварительный заезд | Предварительный заезд | Отборочный заезд | Отборочный заезд | Отборочный заезд | Полуфинал     | Полуфинал     | Полуфинал     | Финал   | Финал   | Итоговое место |
| Соревнование | Спортсмены  | Заезд                 | Время                 | Место                 | Заезд            | Время            | Место            | Заезд         | Время         | Место         | Время   | Место   | Итоговое место |
| ------------ | ----------- | --------------------- | --------------------- | --------------------- | ---------------- | ---------------- | ---------------- | ------------- | ------------- | ------------- | ------- | ------- | -------------- |
| одиночки     | Рафик Амран | 3                     | 7:44,48               | 5                     | 4                | 7:42,17          | 4                | Полуфинал C/D | Полуфинал C/D | Полуфинал C/D | Финал D | Финал D | 20             |
| одиночки     | Рафик Амран | 3                     | 7:44,48               | 5                     | 4                | 7:42,17          | 4                | 2             | 7:38,51       | 4             | 7:35,66 | 4       | 20             |

Женщины
| Спортсмен   | Соревнования | Отборочные гонки | Отборочные гонки | Дополнительная гонка | Дополнительная гонка | Полуфинал | Полуфинал | Финал   | Финал       |
| Спортсмен   | Соревнования | Время            | Место            | Время                | Место                | Время     | Место     | Время   | Место       |
| ----------- | ------------ | ---------------- | ---------------- | -------------------- | -------------------- | --------- | --------- | ------- | ----------- |
| Самия Хиреш | Одиночка     | 8.28,31          | 5                | 8.21,67              | 4                    | 8.18,16   | 2         | 8.12,89 | 5 (финал С) |

### Бокс
Спортсменов — 7
| Спортсмен         | Категория | 1/16 финала                   | 1/8 финала              | Четвертьфинал        | Полуфинал                       | Финал                |
| Спортсмен         | Категория | Соперник и результат          | Соперник и результат    | Соперник и результат | Соперник и результат            | Соперник и результат |
| ----------------- | --------- | ----------------------------- | ----------------------- | -------------------- | ------------------------------- | -------------------- |
| Мебарек Солтани   | 48 кг     | Либорио Ромеро Пор 15:16      | Не прошёл               | Не прошёл            | Не прошёл                       | Не прошёл            |
| Насер Кеддам      | 51 кг     | Эндрю Кунер Пор 11:18         | Не прошёл               | Не прошёл            | Не прошёл                       | Не прошёл            |
| Хишем Блида       | 54 кг     | Орландо Крус Торрес Поб 11:10 | Алишер Рахимов Пор 8:17 | Не прошёл            | Не прошёл                       | Не прошёл            |
| Нузеддин Меджехуд | 57 кг     | Джеффри Матебула Пор 5:10     | Не прошёл               | Не прошёл            | Не прошёл                       | Не прошёл            |
| Мохамед Аллалу    | 63,5 кг   | Лукаш Конечны Поб 17:9        | Бен Никуайе Поб 16:15   | Свен Париз Поб 22:8  | Мухаммадкадыр Абдуллаев Пор RSC | Не прошёл            |
| Абдельхани Кензи  | 75 кг     | Адриан Дьякону Пор 9:19       | Не прошёл               | Не прошёл            | Не прошёл                       | Не прошёл            |
| Мохамед Аззауи    | 91 кг     |                               | Жаксон Шане Пор RSC     | Не прошёл            | Не прошёл                       | Не прошёл            |

### Борьба
Спортсменов — 2
Греко-римский стиль
| Спортсмен     | Категория | Групповой турнир                                                             | 1/4 финала           | 1/2 финала           | Финалы               | Место |
| Спортсмен     | Категория | Соперник и результат                                                         | Соперник и результат | Соперник и результат | Соперник и результат | Место |
| ------------- | --------- | ---------------------------------------------------------------------------- | -------------------- | -------------------- | -------------------- | ----- |
| Яссин Джакрир | 63 кг     | Мхитар Манукян Пор 0:4 Гурбиндер Сингх Пор 0:3 Хуан Марен Делис Пор 1:3      | Не прошёл            | Не прошёл            | Не прошёл            | 18    |
| Кадер Слила   | 76 кг     | Евгений Жерафаилов Пор 0:3 Матт Линдланд Пор 0:4 Тариэль Мелилашвили Пор 0:4 | Не прошёл            | Не прошёл            | Не прошёл            | 20    |

### Дзюдо
Спортсменов — 7
Соревнования по дзюдо проводились по системе на выбывание. В утешительные раунды попадали спортсмены, проигравшие полуфиналистам турнира. Два спортсмена, одержавших победу в утешительном раунде, в поединке за бронзу сражались с проигравшими в полуфинале.
Мужчины
| Спортсмен        | Категория    | 1/32               | 1/16                                    | 1/8                             | 1/4                  | 1/2                  | 1-й доп. раунд                 | Утешит. четвертьфинал           | Утешит. полуфинал                      | За 3 место           | Финал                |                      |
| Спортсмен        | Категория    | Соперник Результат | Соперник Результат                      | Соперник Результат              | Соперник Результат   | Соперник Результат   | Соперник Результат             | Соперник Результат              | Соперник Результат                     | Соперник Результат   | Соперник Результат   |                      |
| ---------------- | ------------ | ------------------ | --------------------------------------- | ------------------------------- | -------------------- | -------------------- | ------------------------------ | ------------------------------- | -------------------------------------- | -------------------- | -------------------- | -------------------- |
| Омар Ребахи      | до 60 кг     | -                  | Хуан Карлос Хасинто (DOM) поб юсей-гачи | Алишер Мухтаров (UZB) пор иппон | Не прошёл            | Не прошёл            | Франсис Лаброс (SEY) поб иппон | Эльчин Исмаилов (AZE) пор иппон | Закончил выступление                   | Закончил выступление | Закончил выступление |                      |
| Амар Мериджа     | до 66 кг     | -                  | Александр Оттиано (USA) пор юсей-гачи   | Закончил выступление            | Закончил выступление | Закончил выступление | Закончил выступление           | Закончил выступление            | Закончил выступление                   | Закончил выступление | Закончил выступление |                      |
| Нуреддин Ягуби   | до 73 кг     | -                  | Куами Денаньё (TOG) поб иппон           | Тиагу Камилу (BRA) пор иппон    | Не прошёл            | Не прошёл            | Не прошёл                      | Гиль Оффер (TOG) поб кока       | Мигел Алмейда ди Соуза (POR) пор иппон | Закончил выступление | Закончил выступление | Закончил выступление |
| Халед Меддах     | до 90 кг     |                    | Скандер Хашиша (TUN) пор чуй            | Закончил выступление            | Закончил выступление | Закончил выступление | Закончил выступление           | Закончил выступление            | Закончил выступление                   | Закончил выступление | Закончил выступление |                      |
| Сами Бельгрун    | до 100 кг    | -                  | Янг Сун Хо (KOR) поб иппон              | Стефан Трайно (FRA) поб иппон   | Не прошёл            | Не прошёл            | Юрий Стёпкин (RUS) поб иппон   | Закончил выступление            | Закончил выступление                   | Закончил выступление | Закончил выступление |                      |
| Мохамед Буайшауи | свыше 100 кг | -                  | Даниел Эрнандес (BRA) пор иппон         | Закончил выступление            | Закончил выступление | Закончил выступление | Закончил выступление           | Закончил выступление            | Закончил выступление                   | Закончил выступление | Закончил выступление |                      |

Женщины
| Спортсмен     | Категория | 1/16                        | 1/8                        | 1/4                              | 1/2                | 1-й доп. раунд     | Утешит. четверть- финал            | Утешит. полу- финал        | За 3 место            | Финал                 |
| Спортсмен     | Категория | Соперник Результат          | Соперник Результат         | Соперник Результат               | Соперник Результат | Соперник Результат | Соперник Результат                 | Соперник Результат         | Соперник Результат    | Соперник Результат    |
| ------------- | --------- | --------------------------- | -------------------------- | -------------------------------- | ------------------ | ------------------ | ---------------------------------- | -------------------------- | --------------------- | --------------------- |
| Салима Суакри | до 52 кг  | Инге Клемен (BEL) поб иппон | Изабель Шмуц (SUI) поб чуй | Норико Нарадзаки (JPN) пор иппон | Не прошла          | Не прошла          | Люси Байларжон (CAN) поб юсей-гачи | Йоана Диня (ROU) пор иппон | Закончила выступление | Закончила выступление |

### Лёгкая атлетика
Спортсменов — 21
Мужчины
| Спортсмен                                          | Вид                   | Предварительный круг | Предварительный круг | Четвертьфинал | Четвертьфинал | Полуфинал | Полуфинал | Финал     | Финал     |
| Спортсмен                                          | Вид                   | Результат            | Место                | Результат     | Место         | Результат | Место     | Результат | Место     |
| -------------------------------------------------- | --------------------- | -------------------- | -------------------- | ------------- | ------------- | --------- | --------- | --------- | --------- |
| Малик Луахла                                       | 400м                  | 46,06                | 4                    | Не прошёл     | Не прошёл     | Не прошёл | Не прошёл | Не прошёл | Не прошёл |
| Джабир Саид-Гуэрни                                 | 800м                  | 1.47,95              | 2                    |               |               | 1.44,19   | 1         | 1.45,16   | 3         |
| Адем Хечини                                        | 800м                  | 1.47,62              | 2                    |               |               | 1.45,08   | 3         | Не прошёл | Не прошёл |
| Камал Булафан                                      | 1500м                 | 3.39,01              | 3                    |               |               | 3.43,98   | 11        | Не прошёл | Не прошёл |
| Нуреддин Морсели                                   | 1500м                 | 3.38,41              | 2                    |               |               | 4.00,78   | 12        | Не прошёл | Не прошёл |
| Мохамед Халди                                      | 1500м                 | 3.41,16              | 8                    | Не прошёл     | Не прошёл     | Не прошёл | Не прошёл | Не прошёл | Не прошёл |
| Али Саиди-Сиеф                                     | 5000м                 | 13.29,24             | 1                    |               |               |           |           | 13.26,20  | 2         |
| Реда Бензин                                        | 5000м                 | 13.23,10             | 4                    |               |               |           |           | 13.40,95  | 11        |
| Самир Муссауи                                      | 10000м                | 28.08,22             | 6                    |               |               |           |           | 28.17,25  | 16        |
| Камал Коил                                         | Марафон               |                      |                      |               |               |           |           | 2:17.46   | 23        |
| Малик Луахла Камел Талауи Самир Луахла Адем Хечини | Эстафета 4х400м       | дисквалифицированы   | -                    | Не прошли     | Не прошли     | Не прошли | Не прошли | Не прошли | Не прошли |
| Лаид Бессу                                         | 3000м с препятствиями | 8.21,14              | 1                    |               |               |           |           | 8.33,07   | 11        |
| Мурад Бенслимани                                   | 3000м с препятствиями | 8.59,07              | 11                   | Не прошёл     | Не прошёл     | Не прошёл | Не прошёл | Не прошёл | Не прошёл |
| Мусса Ауанук                                       | Ходьба 20 км          |                      |                      |               |               |           |           | 1:25.04   | 23        |
| Абдеррахман Хаммад                                 | Прыжки в высоту       | 2,27                 | 7                    |               |               |           |           | 2,32      | 3         |

Женщины
| Спортсмен           | Вид            | Предварительный круг | Предварительный круг | Полуфинал | Полуфинал | Финал     | Финал     |
| Спортсмен           | Вид            | Результат            | Место                | Результат | Место     | Результат | Место     |
| ------------------- | -------------- | -------------------- | -------------------- | --------- | --------- | --------- | --------- |
| Нурия Мера-Бенида   | 1500м          | 4.10,24              | 2                    | 4.05,24   | 1         | 4.05,10   | 1         |
| Насрия Багдад-Азади | 10000м         | 35.31,53             | 20                   | Не прошла | Не прошла | Не прошла | Не прошла |
| Бахия Буссад        | Ходьба 20 км   |                      |                      |           |           | 1:52.50   | 45        |
| Байя Рахули         | Тройной прыжок | 13,98                | 12                   |           |           | 14,17     | 5         |
| Ясмина Аззизи       | Семиборье      |                      |                      |           |           | 5896      | 17        |

### Настольный теннис
Спортсменов — 2
Мужчины
| Спортсмен              | Вид           | Предварительный круг          | Группа             | 1/8 финала         | Четвертьфинал      | Полуфинал          | Финал              |
| Спортсмен              | Вид           | Соперник Результат            | Соперник Результат | Соперник Результат | Соперник Результат | Соперник Результат | Соперник Результат |
| ---------------------- | ------------- | ----------------------------- | ------------------ | ------------------ | ------------------ | ------------------ | ------------------ |
| Давид Каси Фарид Улами | Парный разряд | Угу Ояма Карлос Каваи Пор 0-2 | Не прошли          | Не прошли          | Не прошли          | Не прошли          | Не прошли          |

### Плавание
Спортсменов — 2
В следующий раунд на каждой дистанции проходили лучшие спортсмены по времени, независимо от места занятого в своём заплыве.
Мужчины
| Спортсмен    | Соревнование        | Предварительные заплывы | Предварительные заплывы | Полуфиналы | Полуфиналы | Финал     | Финал     |
| Спортсмен    | Соревнование        | Результат               | Место                   | Результат  | Место      | Результат | Место     |
| ------------ | ------------------- | ----------------------- | ----------------------- | ---------- | ---------- | --------- | --------- |
| Салим Илес   | 50 м вольный стиль  | 22,95                   | 22                      | Не прошёл  | Не прошёл  | Не прошёл | Не прошёл |
| Салим Илес   | 100 м вольный стиль | 49,70                   | 8                       | 49,70      | 13         | Не прошёл | Не прошёл |
| Мехди Аддади | 100 м на спине      | 58,74                   | 46                      | Не прошёл  | Не прошёл  | Не прошёл | Не прошёл |
| Мехди Аддади | 100 м баттерфляй    | 56,04                   | 44                      | Не прошёл  | Не прошёл  | Не прошёл | Не прошёл |

### Прыжки на батуте
Спортсменов — 1
Мужчины
| Спортсмен | Предварительный этап | Предварительный этап | Финал     | Финал     |
| Спортсмен | Очков                | Место                | Очков     | Место     |
| --------- | -------------------- | -------------------- | --------- | --------- |
| Али Бураи | 62,60                | 10                   | Не прошёл | Не прошёл |

### Тяжёлая атлетика
Спортсменов - 1
Женщины
| Спортсмен                | Категория | Масса | Рывок | Рывок | Рывок | Толчок | Толчок | Толчок | Всего | Место |
| Спортсмен                | Категория | Масса | 1     | 2     | 3     | 1      | 2      | 3      | Всего | Место |
| ------------------------ | --------- | ----- | ----- | ----- | ----- | ------ | ------ | ------ | ----- | ----- |
| Лейла Франсуаза Лассуани | 58 кг     | 57,60 | 60    | 65    | 67.5  | 82.5   | 87.5   | 87.5   | 142.5 | 14    |

### Фехтование
Спортсменов — 2
В индивидуальных соревнованиях спортсмены сражаются три раунда по три минуты, либо до того момента, как один из спортсменов нанесёт 15 уколов.
Женщины
| Соревнование          | Спортсмены      | 1/32 финала                 | 1/16 финала           | 1/8 финала            | Четвертьфиналы        | Полуфиналы            | Матч за 3-е место     | Финал                 | Место |
| Соревнование          | Спортсмены      | Соперник Результат          | Соперник Результат    | Соперник Результат    | Соперник Результат    | Соперник Результат    | Соперник Результат    | Соперник Результат    | Место |
| --------------------- | --------------- | --------------------------- | --------------------- | --------------------- | --------------------- | --------------------- | --------------------- | --------------------- | ----- |
| Индивидуальная шпага  | Захра Гамир     | Арлен Стивенс (USA) пор 2:5 | Завершила выступление | Завершила выступление | Завершила выступление | Завершила выступление | Завершила выступление | Завершила выступление | 34    |
| Индивидуальная рапира | Вассила Редуани | Юко Араи пор 3:15           | Завершила выступление | Завершила выступление | Завершила выступление | Завершила выступление | Завершила выступление | Завершила выступление | 39    |